# Samuel Gibbs French

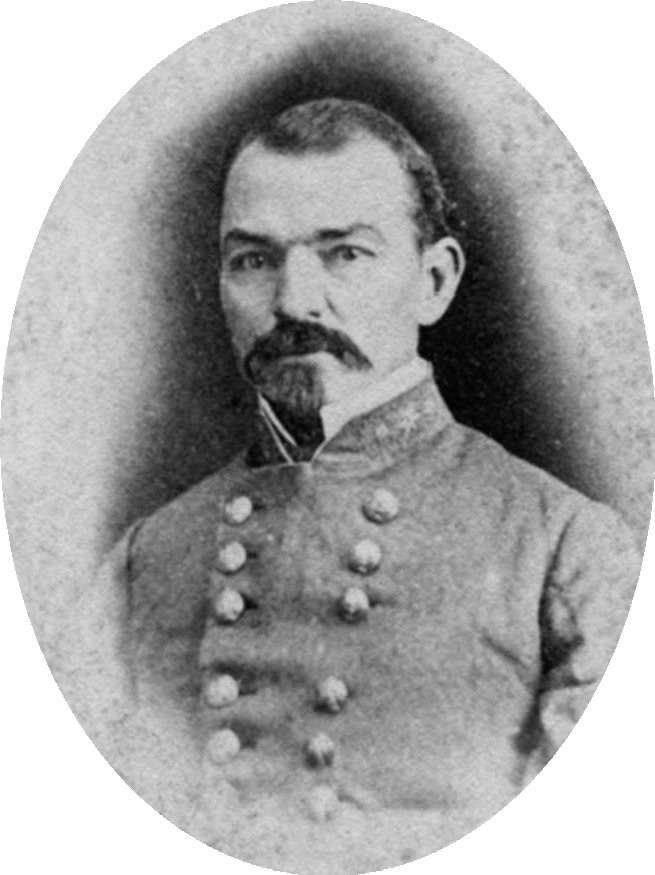
Samuel Gibbs French in Generalsuniform des konföderierten Heeres

Samuel Gibbs French (* 22. November 1818 im Gloucester County, New Jersey; † 20. April 1910 in Florala, Florida) war Offizier des US-Heeres, Pflanzer und Generalmajor im konföderierten Heer während des Sezessionskrieges.

## Leben
French wurde 1818 im Gloucester County (New Jersey) geboren. Nach seiner regulären Schulzeit besuchte er die Militärakademie in West Point, New York. Zu seinen damaligen Klassenkameraden gehörten u. a. die späteren Generale Ulysses S. Grant und William Buel Franklin sowie die späteren Generale der Konföderation Roswell Sabine Ripley und Franklin Gardner. Nach seinem erfolgreichen Abschluss als 14. seines Jahrgangs diente French als Oberleutnant der Artillerie im Mexikanisch-Amerikanischen Krieg 1846–1848, wurde während der Schlacht von Buena Vista verwundet und anschließend zum Hauptmann und kurz darauf zum Major befördert. Noch während seiner Dienstzeit heiratete er Eliza Matilda Roberts aus den Südstaaten, quittierte 1856 den Dienst und betätigte sich als Pflanzer.
Bei Ausbruch des Bürgerkriegs stellte er sich auf die Seite der Südstaaten, seiner neuen Heimat, trat in das konföderierte Heer ein und wurde im Oktober 1861 zum Brigadegeneral befördert. Sein Dienst führte ihn zuerst nach Osten, wo er am Halbinsel-Feldzug teilnahm und später nach North Carolina, wo er im August 1862 zum Generalmajor befördert wurde. Später erhielt er das Kommando über eine Division in Mississippi, mit der er am Zweiten Vicksburg-Feldzug teilnahm. 1864 wurde seine Division nach Georgia zur Tennessee-Armee verlegt und kämpfte im Atlanta-Feldzug und in der Schlacht von Franklin. Anfang 1865 erhielt er nach längerer Krankheit das Kommando über eine Division in und um Mobile, Alabama, das er bis Kriegsende behielt.
Nach dem Krieg zog French mit seiner Familie nach Florida, wo er in den nächsten 45 Jahren erfolgreich seine Plantage betrieb und unter anderem eine Autobiographie über seine Militärzeit schrieb.